# Atriplex colerei
Atriplex colerei är en amarantväxtart som beskrevs av René Charles Maire. Atriplex colerei ingår i släktet fetmållor, och familjen amarantväxter. Inga underarter finns listade i Catalogue of Life.